# VIRGOHI21
VIRGOHI21은 머리털 바람개비 은하(M99)와 가장 가까운 은하이며 항성이 존재하지 않는 암흑 은하이다.